# Palazzo del Tribunale (Treviso)
Il palazzo del Tribunale (o ex Tribunale) di Treviso è un edificio situato in piazza del Duomo, di fronte alla cattedrale.

## Storia
In epoca medievale, di fronte al duomo sorsero prima il palazzo di Ezzelino III da Romano, dato alle fiamme dai trevigiani nel 1260, quindi il fondaco delle Biade, poi trasformato in deposito di legna, da cui derivano gli antichi nomi di "piazza delle Biade" e quindi "delle Legne".
L'imponente costruzione a tre piani, realizzata nel 1835, durante il periodo di dominazione austriaca, su disegno dell'ingegnere in capo Francesco Mantovani, cui subentrò all'inizio dei lavori Carlo Ghega, si inserisce assieme alle retrostanti carceri, in un più vasto progetto urbanistico concernente la realizzazione di molteplici opere pubbliche (oltre alla prima stazione ferroviaria, edifici scolastici, le Poste, l'isola della Pescheria...).
Dopo aver mantenuto l'originaria destinazione di palazzo di Giustizia per oltre un secolo, fino agli anni duemila fu sede di vari uffici comunali.
Ceduto, assieme alle retrostanti ex carceri, a Fondazione Cassamarca nell'ambito del "maxi-risiko immobiliare" (un vasto programma che ha visto la cessione alla fondazione di diversi edifici di proprietà del Comune e della provincia e l'acquisizione, come sedi per diverse istituzioni e uffici, di ampie metrature nell'Area Appiani), fu inizialmente destinato ad uso recettivo-alberghiero. Abbandonato il progetto originario per le difficoltà tecniche legate agli spazi, oltre che per la più generale crisi del settore immobiliare, nel 2013 la proprietà passa a Edizione srl, holding finanziaria della famiglia Benetton, intenzionata a riunire nel palazzo i propri uffici, in precedenza dislocati in vari punti del centro storico.

## Descrizione
Il palazzo del Tribunale di piazza Duomo, assieme alle retrostanti ex carceri, è uno dei migliori esempi in città di architettura pubblica del periodo lombardo-veneto.